# 日本におけるビデオ・アシスタント・レフェリー
ここでは日本におけるビデオ・アシスタント・レフェリー（にほんにおけるビデオ・アシスタント・レフェリー、以下、VAR）について記述する。

## 概要
VARとはビデオ・オペレーション・ルーム（以下、VOR）にて映像を確認しながら主審をサポートする審判員及びそのシステムの名称。
VARが判定に影響を与える事ができるのは、
1. 得点かどうか
2. PKかどうか
3. 一発退場かどうか(2枚目の警告による退場は対象外)
4. 警告・退場の人間違い

の4つの事象に対して、かつ「はっきりとした明白な間違い」もしくは「見逃された重大な間違い」があった場合、VARから主審に助言することができる。
直接試合の進行に影響を及ぼすものとして以下の二種類がある。
チェック
VARが主審の意見も交えながら当該シーンを確認することを指す。
レビュー
チェックの結果上記4事象かつ「はっきりとした明白な間違い」もしくは「見逃された重大な間違い」が認められ、VARが主審に対して助言をしオンフィールド・レビュー(以下、OFR)またはVARオンリーレビューを行うことを指す。
この手続きには、主審自らピッチ脇にあるレフェリー・レビュー・エリア(RRA)のモニターで映像を確認するOFRとVARの助言だけで判定を修正するVARオンリーレビューがある。
OFRでは「PKかどうか」や「退場かどうか」など主審の主観に基づくもの、VARオンリーレビューでは「オフサイドかどうか」や「ゴールラインを割ったかどうか」など事実に基づくものを判定する。ただし選手が直接ボールに触れておらず「影響を与えたかどうか」に争点を置いたオフサイド判定などはOFRが行われる。あくまで主観が入り込むかどうかでレビューの方式が変わる。
つまり、チェックとはVARがモニターを使って映像を確認することを指し、レビューとはOFRやVARオンリーレビューといった主審が行うものを指す。よって、OFRで主審がRRAのモニターを確認することをチェックと呼称するのは適切ではない。
試合中に主審が片方の手を耳に当て、もう片方の手を前方に出すジェスチャーをしていた場合、VARが当該シーンをチェックしていることを表すが、これは判定項目の多さや難しい事象に対してチェックに時間を要したために主審に対してプレーの再開を待つことを指示しているだけでありVARは上記4事象を機械的にチェックしているため、ジェスチャーが無かったとしてもチェックは行っている。W杯やプレミアリーグなどはVARがチェックを行っている事実と4事象のうちどの事象に対してチェックが行われているかを試合中継の中でリアルタイムにテロップの表示を行っている。しかし、時としてテロップの表示が無い場合もあり実況者や解説者がチェックを行っていないと誤認識するケースも度々見られる。
また、VARとはビデオ・アシスタント・"レフェリー"の略であるため主審・副審と同様に審判員の役割を指す名称である。よって、チェックおよびレビューにおける一連の流れをVARと呼称するのは適切ではない。したがって、「VARの結果」、「VARを見る」、「VARをする」などという表現は厳密には誤用である。また、「VARレフェリー」はレフェリーという語が重複しているため完全なる誤用。

## Jリーグでの運用方法
Jリーグでは当初2021年シーズンに向けたVAR導入を目指していたが、2019シーズンのリーグ戦で浦和レッズ対湘南ベルマーレや横浜F・マリノス対浦和レッズなどの重大な誤審が相次いだことから前倒しでの導入を決定。2020年にJリーグではVAR導入を決めたが、1節を終えた時点で新型コロナウイルスの影響により再開後の日程が過密し審判員の確保が困難であることから残りのシーズンのVARの導入は見送られることとなった。2021年シーズンではJ1リーグ380試合を含む全394試合での導入が決定され、実質としたVAR元年の年となった。
Jリーグではドイツ・ブンデスリーガや2018年のロシアワールドカップなどで採用された一箇所にビデオ・オペレーション・ルーム（以下、VOR）を集中させるセントラル方式は採用せず、試合会場に隣接されたトラックの中にVORを設置する方式が採られている。VOR（VAR機材）を搭載した車両はJリーグから委託を受けた業者が札幌・東京・大阪・福岡の拠点に計10台を用意しており、試合に応じてキックオフ6時間半前までに試合会場に車両を移動させて試合2時間前までにセッティングを完了させる運用を行っている。VORにはVARが1人、アシスタントビデオアシスタントレフェリー（AVAR）が1人、リプレイオペレーター（RO）が1人の計3人体制。VARには主審担当の審判員が割り当てられ、AVARには副審担当の審判員が割り当てられるケースが多い(主審担当がAVARを担当する場合もある)。再開後の2021年シーズンでのVORではVAR、AVAR、ROはフェイスシールドの装着と間にはアクリル板が設置され感染対策にも重点が置かれた。上記の通り、従来の日本国内におけるVARの運用方法はスタジアム外に停められたトラックにVORを設置するのが一般的であったが、2022年8月に日本での集中開催が行われたACLノックアウトステージでは、VARsが3人体制で運用されたため埼玉スタジアム内の一室にVORを設置した。
また、バーチャル・オフサイドライン・システムにおけるオフライドラインの生成には、2Dでのライン生成を行なっている。2Dのライン生成では実際に地面に接している体の部位でしか正確な判断をすることができず上半身など空中にある体の部位は正確に判断することができない。一方3Dでのライン生成では空中にある体の部位からも垂線を引くことができるためより厳密なオフサイドラインの生成が可能になる。しかし、実際に3Dでのライン生成を採用しているプレミアリーグでは、正確な判定ができる反面ミリ、センチ単位でのオフサイドによる得点取り消しが数多く発生し、賛否両論が起きている。2Dでのライン生成では正確な判定はできないがプレミアリーグのような厳密すぎる判定は行われないという利点があり、VARの理念「はっきりとした明白な間違い」という条文に沿うものとなっている。2022年9月、JリーグのVARを2023年から2025年まで継続的に導入することが発表された。また、これまでの2Dのオフサイドライン生成から3Dのオフサイドライン生成へ変更、オフサイドライン投影カメラを2台から5台に増強することを併せて発表した。
JリーグではOFRの際に、主審が見ている映像と同じものをスタジアムの大型ビジョンに同時に流すというラグビーと似た運用がなされている。これはその他海外リーグの運用方法と比較しても異例であり、日本独自の運用方法となっている。JリーグでのVARが導入される以前には、海外の試合においてチェックからレビューまでの一連の流れが観客にとって分かり辛いものとされていたことや、前年に行われたYBCルヴァンカップでも同様に、観客には何に対してのチェックなのかが分かり辛かった事例があったことで、同年にJリーグの原博実副理事長は観客にも分かりやすいような形でビジョンに表示させる考えを明かしていた。その場にいる観客にも同じ映像が共有されるため、分かりやすさや納得感が得られやすくなった一方で、会場の空気感が選手や判定を下す主審に心理的な影響を及ぼす懸念もある。なお、主審が直接映像を確認しないVARオンリーレビューでは会場に映像は流されることはなく、チェック中を示す画像のみが表示される。
2020年シーズンではJリーグオフィシャルVAR・フェアプレーパートナーとして株式会社TOPがスポンサーとなり、レビュー中など、スタジアム大型ビジョンや中継映像にロゴが表示された。

## 沿革
- 2018年[9]
  - 2月 - VARの理論・プロトコルに関する講義
  - 3月 - VAR機材を使用してのトレーニング
  - 4月 - 明治安田生命J1リーグでのオフラインテスト
  - 6月、7月 - 学生デモンストレーターを活用したトレーニング（オンラインテスト）
  - 8月 - SBSカップ国際ユースサッカーでのオンラインテスト
  - 9月 - JリーグU-17チャレンジカップでのオンラインテスト、明治安田生命J1リーグでのオフラインテスト
  - 10月 - 明治安田生命J1リーグでのオフラインテスト
  - 11月 - Jユースカップ決勝でのオンラインテスト
  - 12月 - Jリーグインターナショナルユースカップでのオンラインテスト
- 2019年	
  - 2月 - NEXT GENERATION MATCHでのオンラインテスト、VARの理論・プロトコルに関する講義
  - 4月 - VAR機材を使用してのトレーニング
  - 5月 - 学生デモンストレーターを活用したトレーニング（オンラインテスト）
  - 6月 - 学生デモンストレーターを活用したトレーニング（オンラインテスト）、U-16インターナショナルドリームカップでのオンラインテスト
  - 7月 - 国際ユースサッカーin新潟でのオンラインテスト、EURO JAPAN CUPでのオンラインテスト、明治安田生命J1リーグでのオフラインテスト
  - 8月 - SBSカップ国際ユースサッカーでのオンラインテスト、学生デモンストレーターを活用したトレーニング（副審に特化したプラクティカル）、明治安田生命J1リーグでのオフラインテスト
  - 9月 - VAR機材を使用してのトレーニング、JリーグYBCルヴァンカップ 準々決勝でのVAR導入（計8試合）、2020年シーズンのJ1リーグなど321試合でVAR導入を発表
  - 10月 - JリーグYBCルヴァンカップ 準決勝・決勝でのVAR導入（計5試合）
  - 12月 - J1参入プレーオフ決定戦でのVAR導入（1試合）
- 2020年
  - 2月 - J1第1節にてリーグ戦VAR初導入
  - 6月 - 新型コロナウイルスの影響で同シーズン残り試合でのVAR導入見送りを発表
  - 11月 - 2021年シーズン及び2022年シーズンでのVAR導入を発表

## 導入試合
2019年
- ルヴァンカップ プライムステージ：全13試合
- J1参入プレーオフ：1試合

2020年
- 当初の予定
  - 明治安田生命J1リーグ：全306試合
  - スーパーカップ：1試合
  - リーグカップ　ノックアウトステージ：全13試合
  - J1参入プレーオフ　決定戦：1試合

- 実際の導入試合
  - 明治安田生命J1リーグ：9試合(1節のみ)

2021年
- 明治安田生命J1リーグ：全380試合
- スーパーカップ：1試合
- JリーグYBCルヴァンカップ プライムステージ：全13試合

2022年
- 明治安田生命J1リーグ：全306試合
- スーパーカップ：1試合
- JリーグYBCルヴァンカップ プライムステージ：全13試合
- J1参入プレーオフ 決定戦：1試合

## 担当審判員
以下が2021年シーズンにおけるVARおよびAVAR担当審判員。
| VAR/AVAR (36名)    | VAR/AVAR (36名) | VAR/AVAR (36名) | VAR/AVAR (36名) | VAR/AVAR (36名) | VAR/AVAR (36名) | VAR/AVAR (36名) | VAR/AVAR (36名) | VAR/AVAR (36名) | VAR/AVAR (36名) | VAR/AVAR (36名) | VAR/AVAR (36名) |
| ------------------ | --------------- | --------------- | --------------- | --------------- | --------------- | --------------- | --------------- | --------------- | --------------- | --------------- | --------------- |
| 荒木友輔           | 飯田淳平        | 家本政明        | 池内明彦        | 井上知大        | 今村義朗        | 上田益也        | 榎本一慶        | 大坪博和        | 岡宏道          | 岡部拓人        | 柿沼亨          |
| 笠原寛貴           | 上村篤史        | 木村博之        | 窪田陽輔        | 小屋幸栄        | 佐藤隆治        | 清水修平        | 清水勇人        | 先立圭吾        | 高山啓義        | 谷本涼          | 鶴岡将樹        |
| 中井敏博           | 中村太          | 西村雄一        | 西山貴生        | 野田祐樹        | 福島孝一郎      | 松尾一          | 三上正一郎      | 村上伸次        | 山岡良介        | 山本雄大        | 吉田哲朗        |
| AVAR (18名)        |                 |                 |                 |                 |                 |                 |                 |                 |                 |                 |                 |
| 五十嵐泰之         | 大塚晴弘        | 岡野宇広        | 越智新次        | 唐紙学志        | 川崎秋仁        | 聳城巧          | 武田光晴        | 田尻智計        | 中井恒          | 中野卓          | 西尾英朗        |
| 西橋勲             | 野村修          | 平間亮          | 三原純          | 八木あかね      | 山内宏志        |                 |                 |                 |                 |                 |                 |
| VAR/AVAR専任 (3名) |                 |                 |                 |                 |                 |                 |                 |                 |                 |                 |                 |
| 扇谷健司           | 東城穣          | 廣瀬格          |                 |                 |                 |                 |                 |                 |                 |                 |                 |
| AVAR専任 (4名)     |                 |                 |                 |                 |                 |                 |                 |                 |                 |                 |                 |
| 相樂亨             | 名木利幸        | 宮島一代        | 村上孝治        |                 |                 |                 |                 |                 |                 |                 |                 |

## 話題となった判定・できごと
2019年ルヴァンカップ準決勝第2戦 鹿島アントラーズ-川崎フロンターレ戦
2019年10月13日に行われたルヴァンカップ準決勝第2戦、鹿島アントラーズ対川崎フロンターレの一戦では台風19号の影響により中継映像制作の機材・スタッフの準備が困難となり予定よりも少ないカメラ台数での映像制作になることからVARでの判定精度にも影響するため急遽VARの実施を取りやめAAR(追加副審)を採用した。
2019年ルヴァンカップ決勝 北海道コンサドーレ札幌-川崎フロンターレ戦
(主審:荒木友輔　VAR:佐藤隆治　AVAR:相樂亨)
2019年のルヴァンカップ決勝96分、札幌のチャナティップの抜け出しに対して川崎の谷口彰悟が後方から倒してしまい谷口にはイエローカードが提示された。しかしここでVARが介入。OFRを実施しチャナティップの抜け出しに対して谷口の決定的な得点機会の阻止と判断され谷口にはレッドカードが示された。この試合はカップ戦の決勝だったことや日本におけるVARの介入の実例が少なかったこと、のちにJリーグが当時のVOR内での主審との交信内容をJリーグジャッジリプレイ番外編として公開したため大変大きな話題となった。
2020年J1第1節 湘南ベルマーレ-浦和レッズ戦
(主審:佐藤隆治　VAR:西村雄一　AVAR:山内宏志)
2020年2月21日に行われた同シーズン明治安田生命J1リーグの開幕戦。69分に浦和の鈴木大輔が自陣ゴールライン上で手を使いボールを弾いてしまう。このプレーに対して佐藤主審は一度プレーを続行させるが、VARの助言によりOFRを実施。その結果判定が覆り湘南にPKが与えられた。J1リーグ戦における初のVARの介入だったため大きな話題となった。
2021年J1第4節 横浜FC-セレッソ大阪戦
2021年3月13日に行われた明治安田生命J1リーグ横浜FC対セレッソ大阪の一戦では当日の悪天候による機材トラブルでVARの運用を取りやめることがスタジアムの大型ビジョンにて発表された。しかし実際には第4審とVOR間でトランシーバーを用いた通信が取られVARとしての運用は行われた。
2021年J1第20節湘南ベルマーレ-柏レイソル戦
(主審:笠原寛貴　VAR:上田益也　AVAR:西尾英朗)
2021年6月27日に行われた明治安田生命J1リーグ第20節湘南ベルマーレ対柏レイソルの一戦。57分に湘南タリクが勝ち越しゴールをあげるもVARが介入。直前にハンドがあったとして得点を取り消した。さらに84分町野修斗が抜け出し追加点をあげるがここでもゴール直前にハンドがあったとしてVARが得点を取り消した。後半2度のVAR介入があった影響でアディショナルタイムは9分にものぼり、その間柏は90+3分、90+9分、90分+12分とアディショナルタイムに3得点を挙げ逆転勝利した。競技規則上たとえ偶発的であっても手に当たった直後に得点が生まれたためハンドの反則は妥当であり、VARの正しい運用だったものの湘南の得点が2度取り消され、追加された時間に柏が3得点あげるというVARの負の側面が出る形となった。また、試合後の浮嶋敏監督のインタビューでは「レフェリーにも間違いはある」「レフェリー運含めてメンタルをコントロールしなければならない」などと誤った価値観で審判員を名指しで批判するとともに柏のチーム戦術についても皮肉交じりにコメントするなど感情的になる場面も見られた。
2021年J1第25節横浜F・マリノス-ベガルタ仙台戦
2021年8月21日に行われた明治安田生命J1リーグ第25節横浜F・マリノス対ベガルタ仙台の一戦では、OFR時に主審が映像を確認するRRA内のモニターが映らないアクシデントが発生し前半10分頃から15分までおよそ5分間試合が中断した。場内にはVAR制度の使用不可が伝えられたが前半26分の飲水タイムには復旧。その後は通常通りの運用がなされた。
2021年J1第27節アビスパ福岡-徳島ヴォルティス戦
(主審:飯田淳平　VAR:山本雄大　AVAR:武田光晴)
2021年8月29日に行われた明治安田生命J1リーグ第27節アビスパ福岡対徳島ヴォルティスの36分、 福岡のフリーキックが蹴られたタイミングで主審の飯田淳平はボールが蹴られるより前に接触があったとしてキックのやり直しを命じた。これに抗議をした徳島のマルセルコーチが地面に置かれたボトルを蹴り上げ、一度は試合が続けられるも約1分30秒後に試合が中断されVARが介入。OFRの結果マルセルコーチにはレッドカードが示され、日本において選手以外にVARの介入があった初の事象となった。

## 介入一覧
| 通算 | ルヴァン杯     | 開催年月日     | 対戦カード             | 対戦カード       | 時間 | 4要件 | 主審     | VAR      | AVAR     | OFR or OVAR      | 介入結果                    |
| ---- | -------------- | -------------- | ---------------------- | ---------------- | ---- | ----- | -------- | -------- | -------- | ---------------- | --------------------------- |
| 1    | 準々決勝 第1戦 | 2019年9月4日   | ガンバ大阪             | FC東京           | 55分 | 得点  | 山本雄大 | 家本政明 | 廣瀬格   | OFR              | ゴール→ノーゴール           |
| 2    | 準々決勝 第2戦 | 2019年9月8日   | 名古屋グランパス       | 川崎フロンターレ | 13分 | 得点  | 松尾一   | 西村雄一 | 岡部拓人 | オンリーレビュー | ゴール→ノーゴール           |
| 3    | 決勝           | 2019年10月26日 | 北海道コンサドーレ札幌 | 川崎フロンターレ | 96分 | 退場  | 荒木友輔 | 佐藤隆治 | 相樂亨   | OFR              | イエローカード→レッドカード |

| 通算 | 節 | 開催年月日    | 対戦カード       | 対戦カード | 時間 | 4要件 | 主審       | VAR      | AVAR     | OFR or OVAR      | 介入結果          |
| ---- | -- | ------------- | ---------------- | ---------- | ---- | ----- | ---------- | -------- | -------- | ---------------- | ----------------- |
| 1    | 1  | 2020年2月21日 | 湘南ベルマーレ   | 浦和レッズ | 72分 | PK    | 佐藤隆治   | 西村雄一 | 山内宏志 | OFR              | ノーファウル→PK   |
| 2    | 1  | 2020年2月22日 | 川崎フロンターレ | サガン鳥栖 | 51分 | 得点  | 木村博之   | 飯田淳平 | 越智新次 | オンリーレビュー | ゴール→ノーゴール |
| 3    | 1  | 2020年2月23日 | 横浜F・マリノス  | ガンバ大阪 | 36分 | 得点  | 福島孝一郎 | 高山啓義 | 相樂亨   | オンリーレビュー | オフサイド→ゴール |

| 通算 | 節 | 開催年月日    | 対戦カード             | 対戦カード             | 時間   | 4要件 | 主審       | VAR        | AVAR       | OFR or OVAR      | 介入結果                    |
| ---- | -- | ------------- | ---------------------- | ---------------------- | ------ | ----- | ---------- | ---------- | ---------- | ---------------- | --------------------------- |
| 1    | 1  | 2021年2月27日 | 浦和レッズ             | FC東京                 | 7分    | 得点  | 木村博之   | 飯田淳平   | 聳城巧     | オンリーレビュー | ゴール→ノーゴール           |
| 2    | 1  | 2021年2月27日 | セレッソ大阪           | 柏レイソル             | 31分   | 得点  | 村上伸次   | 小屋幸栄   | 柿沼亨     | OFR              | ゴール→ノーゴール           |
| 3    | 1  | 2021年2月27日 | 湘南ベルマーレ         | サガン鳥栖             | 79分   | PK    | 高山啓義   | 岡部拓人   | 五十嵐泰之 | OFR              | ノーファウル→PK             |
| 4    | 2  | 2021年3月6日  | サガン鳥栖             | 浦和レッズ             | 8分    | PK    | 笠原寛貴   | 飯田淳平   | 村上孝治   | オンリーレビュー | PK→FK                       |
| 5    | 2  | 2021年3月7日  | 横浜F・マリノス        | サンフレッチェ広島     | 52分   | PK    | 今村義朗   | 佐藤隆治   | 相樂亨     | OFR              | ノーファウル→PK             |
| 6    | 3  | 2021年3月10日 | 浦和レッズ             | 横浜FC                 | 35分   | PK    | 荒木友輔   | 中村太     | 八木あかね | OFR              | FK→PK                       |
| 7    | 3  | 2021年3月10日 | 浦和レッズ             | 横浜FC                 | 42分   | 得点  | 荒木友輔   | 中村太     | 八木あかね | オンリーレビュー | ゴール→ノーゴール           |
| 8    | 3  | 2021年3月10日 | サガン鳥栖             | ベガルタ仙台           | 8分    | 得点  | 松尾一     | 福島孝一郎 | 小屋幸栄   | オンリーレビュー | オフサイド→ゴール           |
| 9    | 5  | 2021年3月17日 | アビスパ福岡           | 鹿島アントラーズ       | 90+6分 | 得点  | 今村義朗   | 松尾一     | 川崎秋仁   | OFR              | ゴール→ノーゴール           |
| 10   | 5  | 2021年3月17日 | 横浜F・マリノス        | 徳島ヴォルティス       | 63分   | 得点  | 清水勇人   | 中村太     | 鶴岡将樹   | OFR              | ゴール→ノーゴール           |
| 11   | 5  | 2021年3月17日 | ヴィッセル神戸         | 川崎フロンターレ       | 55分   | 得点  | 家本政明   | 荒木友輔   | 谷本涼     | オンリーレビュー | ゴール→ノーゴール           |
| 12   | 5  | 2021年3月17日 | ヴィッセル神戸         | 川崎フロンターレ       | 73分   | 得点  | 家本政明   | 荒木友輔   | 谷本涼     | オンリーレビュー | オフサイド→ゴール           |
| 13   | 6  | 2021年3月21日 | FC東京                 | ベガルタ仙台           | 64分   | PK    | 山本雄大   | 池内明彦   | 窪田陽輔   | OFR              | ノーファウル→ノーファウル   |
| 14   | 7  | 2021年4月3日  | サンフレッチェ広島     | ガンバ大阪             | 27分   | PK    | 佐藤隆治   | 岡部拓人   | 井上知大   | OFR              | ノーファウル→ノーファウル   |
| 15   | 7  | 2021年4月3日  | 名古屋グランパス       | FC東京                 | 67分   | 得点  | 西村雄一   | 山本雄大   | 八木あかね | オンリーレビュー | ゴール→ノーゴール           |
| 16   | 7  | 2021年4月3日  | 浦和レッズ             | 鹿島アントラーズ       | 73分   | 得点  | 荒木友輔   | 飯田淳平   | 唐紙学志   | OFR              | ゴール→ノーゴール           |
| 17   | 7  | 2021年4月4日  | 清水エスパルス         | 徳島ヴォルティス       | 53分   | PK    | 笠原寛貴   | 飯田淳平   | 聳城巧     | OFR              | PK→PK                       |
| 18   | 8  | 2021年4月7日  | FC東京                 | 北海道コンサドーレ札幌 | 59分   | 退場  | 荒木友輔   | 柿沼亨     | 五十嵐泰之 | OFR              | イエローカード→レッドカード |
| 19   | 8  | 2021年4月7日  | 鹿島アントラーズ       | 柏レイソル             | 33分   | 退場  | 松尾一     | 西村雄一   | 西尾英朗   | OFR              | ノーカード→イエローカード   |
| 20   | 9  | 2021年4月10日 | セレッソ大阪           | アビスパ福岡           | 14分   | 退場  | 笠原寛貴   | 池内明彦   | 川崎秋仁   | OFR              | ノーカード→レッドカード     |
| 21   | 9  | 2021年4月11日 | FC東京                 | 川崎フロンターレ       | 25分   | 得点  | 福島孝一郎 | 中村太     | 平間亮     | オンリーレビュー | ゴール→ノーゴール           |
| 22   | 9  | 2021年4月11日 | 北海道コンサドーレ札幌 | 鹿島アントラーズ       | 69分   | PK    | 清水勇人   | 高山啓義   | 田尻智計   | OFR              | PK→PK                       |
| 23   | 10 | 2021年4月16日 | 北海道コンサドーレ札幌 | 横浜F・マリノス        | 90+8分 | 得点  | 谷本涼     | 笠原寛貴   | 清水勇人   | OFR              | ゴール→ノーゴール           |
| 24   | 10 | 2021年4月17日 | 横浜FC                 | ベガルタ仙台           | 90+3分 | 得点  | 荒木友輔   | 松尾一     | 唐紙学志   | オンリーレビュー | ノーゴール→ゴール           |
| 25   | 10 | 2021年4月18日 | 川崎フロンターレ       | サンフレッチェ広島     | 58分   | 得点  | 笠原寛貴   | 松尾一     | 唐紙学志   | OFR              | ゴール→ノーゴール           |
| 26   | 10 | 2021年4月18日 | セレッソ大阪           | 浦和レッズ             | 55分   | PK    | 西村雄一   | 福島孝一郎 | 岡野宇広   | OFR              | ノーファウル→ノーファウル   |
| 27   | 10 | 2021年4月18日 | セレッソ大阪           | 浦和レッズ             | 64分   | PK    | 西村雄一   | 福島孝一郎 | 岡野宇広   | OFR              | FK→ノーファウル             |
| 28   | 11 | 2021年5月2日  | セレッソ大阪           | ガンバ大阪             | 44分   | PK    | 今村義朗   | 中村太     | 川崎秋仁   | OFR              | ノーファウル→PK             |
| 29   | 14 | 2021年5月15日 | ベガルタ仙台           | アビスパ福岡           | 90+5分 | 得点  | 岡部拓人   | 吉田哲朗   | 東城穣     | オンリーレビュー | オフサイド→ゴール           |
| 30   | 14 | 2021年5月15日 | 横浜FC                 | 湘南ベルマーレ         | 36分   | 得点  | 松尾一     | 西村雄一   | 上村篤史   | OFR              | ノーゴール→ゴール           |
| 31   | 14 | 2021年5月16日 | 川崎フロンターレ       | 北海道コンサドーレ札幌 | 90+5分 | 得点  | 高山啓義   | 榎本一慶   | 相樂亨     | オンリーレビュー | ノーゴール→ゴール           |
| 32   | 15 | 2021年5月22日 | アビスパ福岡           | 湘南ベルマーレ         | 45+2分 | PK    | 笠原寛貴   | 岡宏道     | 野村修     | OFR              | ノーファウル→PK             |
| 33   | 15 | 2021年5月22日 | 北海道コンサドーレ札幌 | 清水エスパルス         | 90+6分 | PK    | 岡部拓人   | 家本政明   | 三上正一郎 | OFR              | PK→FK                       |
| 34   | 16 | 2021年5月26日 | 北海道コンサドーレ札幌 | サガン鳥栖             | 61分   | 得点  | 小屋幸栄   | 西村雄一   | 三上正一郎 | オンリーレビュー | ゴール→ノーゴール           |
| 35   | 16 | 2021年5月26日 | 湘南ベルマーレ         | 川崎フロンターレ       | 69分   | 得点  | 家本政明   | 中村太     | 平間亮     | OFR              | ゴール→ノーゴール           |
| 36   | 17 | 2021年5月29日 | 柏レイソル             | 北海道コンサドーレ札幌 | 34分   | PK    | 上田益也   | 今村義朗   | 五十嵐泰之 | OFR              | ノーファウル→PK             |
| 37   | 17 | 2021年5月29日 | 柏レイソル             | 北海道コンサドーレ札幌 | 45分   | 得点  | 上田益也   | 今村義朗   | 五十嵐泰之 | OFR              | オフサイド→ゴール           |
| 38   | 17 | 2021年5月30日 | 川崎フロンターレ       | 鹿島アントラーズ       | 63分   | 得点  | 西村雄一   | 山本雄大   | 五十嵐泰之 | OFR              | オフサイド→ゴール           |
| 39   | 21 | 2021年6月2日  | 横浜FC                 | 川崎フロンターレ       | 17分   | 得点  | 笠原寛貴   | 家本政明   | 岡宏道     | オンリーレビュー | ゴール→ノーゴール           |
| 40   | 18 | 2021年6月18日 | 横浜FC                 | FC東京                 | 59分   | PK    | 西村雄一   | 福島孝一郎 | 西尾英朗   | OFR              | PK→ノーファウル             |
| 41   | 19 | 2021年6月23日 | 横浜F・マリノス        | サガン鳥栖             | 90+4分 | PK    | 山本雄大   | 中村太     | 平間亮     | OFR              | PK→ノーファウル             |
| 42   | 20 | 2021年6月27日 | 湘南ベルマーレ         | 柏レイソル             | 60分   | 得点  | 笠原寛貴   | 上田益也   | 西尾英朗   | OFR              | ゴール→ノーゴール           |
| 43   | 20 | 2021年6月27日 | 湘南ベルマーレ         | 柏レイソル             | 86分   | 得点  | 笠原寛貴   | 上田益也   | 西尾英朗   | OFR              | ゴール→ノーゴール           |
| 44   | 21 | 2021年7月3日  | 柏レイソル             | 横浜F・マリノス        | 35分   | 退場  | 谷本涼     | 飯田淳平   | 山岡良介   | OFR              | ノーカード→レッドカード     |
| 45   | 21 | 2021年7月3日  | ベガルタ仙台           | 浦和レッズ             | 58分   | 退場  | 今村義朗   | 清水勇人   | 五十嵐泰之 | OFR              | イエローカード→ノーカード   |
| 46   | 22 | 2021年7月10日 | ベガルタ仙台           | 北海道コンサドーレ札幌 | 26分   | 得点  | 西村雄一   | 山本雄大   | 野田祐樹   | OFR              | ゴール→ノーゴール           |
| 47   | 22 | 2021年7月10日 | ベガルタ仙台           | 北海道コンサドーレ札幌 | 55分   | PK    | 西村雄一   | 山本雄大   | 野田祐樹   | OFR              | ノーファウル→ノーファウル   |
| 48   | 22 | 2021年7月11日 | 湘南ベルマーレ         | FC東京                 | 63分   | 得点  | 中村太     | 飯田淳平   | 大坪博和   | オンリーレビュー | ゴール→ノーゴール           |
| 49   | 22 | 2021年7月11日 | 湘南ベルマーレ         | FC東京                 | 90+4分 | 退場  | 中村太     | 飯田淳平   | 大坪博和   | OFR              | イエローカード→レッドカード |
| 50   | 21 | 2021年7月21日 | セレッソ大阪           | FC東京                 | 42分   | 得点  | 荒木友輔   | 松尾一     | 八木あかね | オンリーレビュー | ゴール→ノーゴール           |
| 51   | 22 | 2021年7月24日 | サガン鳥栖             | セレッソ大阪           | 58分   | 得点  | 笠原寛貴   | 家本政明   | 田尻智計   | OFR              | ゴール→ノーゴール           |
| 52   | 6  | 2021年8月6日  | ガンバ大阪             | 横浜F・マリノス        | 52分   | 得点  | 家本政明   | 谷本涼     | 中野卓     | オンリーレビュー | ゴール→ノーゴール           |
| 53   | 23 | 2021年8月9日  | アビスパ福岡           | サンフレッチェ広島     | 82分   | 得点  | 西村雄一   | 佐藤隆治   | 野田祐樹   | オンリーレビュー | ゴール→ノーゴール           |
| 54   | 26 | 2021年8月25日 | セレッソ大阪           | 湘南ベルマーレ         | 6分    | 得点  | 荒木友輔   | 松尾一     | 大塚晴弘   | オンリーレビュー | ノーゴール→ゴール           |
| 55   | 26 | 2021年8月25日 | 大分トリニータ         | ヴィッセル神戸         | 48分   | PK    | 岡部拓人   | 笠原寛貴   | 榎本一慶   | OFR              | ノーファウル→PK             |
| 56   | 26 | 2021年8月25日 | サガン鳥栖             | 横浜F・マリノス        | 51分   | 退場  | 村上伸次   | 佐藤隆治   | 越智新次   | OFR              | イエローカード→ノーカード   |
| 57   | 26 | 2021年8月25日 | 横浜FC                 | ガンバ大阪             | 3分    | 得点  | 今村義朗   | 高山啓義   | 井上知大   | オンリーレビュー | ゴール→ノーゴール           |
| 58   | 27 | 2021年8月28日 | サンフレッチェ広島     | 大分トリニータ         | 29分   | 得点  | 笠原寛貴   | 池内明彦   | 吉田哲朗   | オンリーレビュー | オフサイド→ゴール           |
| 59   | 28 | 2021年8月29日 | アビスパ福岡           | 徳島ヴォルティス       | 39分   | 退場  | 飯田淳平   | 山本雄大   | 武田光晴   | OFR              | ノーカード→レッドカード     |
| 60   | 28 | 2021年9月11日 | 大分トリニータ         | 湘南ベルマーレ         | 90+1分 | 退場  | 村上伸次   | 鶴岡将樹   | 吉田哲朗   | OFR              | ノーカード→イエローカード   |
| 61   | 28 | 2021年9月12日 | ガンバ大阪             | ベガルタ仙台           | 73分   | PK    | 笠原寛貴   | 村上伸次   | 先立圭吾   | OFR              | ノーファウル→オフサイド     |
| 62   | 29 | 2021年9月18日 | 徳島ヴォルティス       | 川崎フロンターレ       | 15分   | 得点  | 荒木友輔   | 西山貴生   | 大塚晴弘   | オンリーレビュー | ゴール→ノーゴール           |
| 63   | 29 | 2021年9月18日 | 名古屋グランパス       | 横浜F・マリノス        | 32分   | PK    | 家本政明   | 今村義朗   | 川崎秋仁   | OFR              | ノーファウル→ノーファウル   |
| 64   | 29 | 2021年9月18日 | 清水エスパルス         | ベガルタ仙台           | 21分   | 得点  | 松尾一     | 吉田哲朗   | 田尻智計   | オンリーレビュー | オフサイド→ゴール           |
| 65   | 32 | 2021年9月22日 | FC東京                 | 名古屋グランパス       | 81分   | 退場  | 福島孝一郎 | 山本雄大   | 佐藤隆治   | OFR              | ノーカード→レッドカード     |

最終更新：2021年9月23日
4要件 得点：得点かどうか、PK：PKかどうか、退場：一発退場かどうか、人間違い：警告・退場の人間違い

介入結果 当初判定→最終判定

## 統計
| チーム名 | 介入回数 | 得点 | PK | 退場 | 人間違い | 得点適用 | 得点取消 | 利益を得た回数 |
| -------- | -------- | ---- | -- | ---- | -------- | -------- | -------- | -------------- |
| 札幌     | 10       | 5    | 4  | 1    | 0        | 1        | 2        | 6              |
| 仙台     | 9        | 5    | 3  | 1    | 0        | 0        | 0        | 2              |
| 鹿島     | 5        | 3    | 1  | 1    | 0        | 1        | 1        | 2              |
| 浦和     | 8        | 3    | 4  | 1    | 0        | 0        | 3        | 3              |
| 柏       | 7        | 4    | 1  | 2    | 0        | 0        | 0        | 6              |
| FC東京   | 10       | 5    | 2  | 3    | 0        | 0        | 3        | 4              |
| 川崎     | 9        | 9    | 0  | 0    | 0        | 2        | 6        | 2              |
| 横浜FM   | 8        | 3    | 3  | 2    | 0        | 0        | 3        | 0              |
| 横浜FC   | 7        | 5    | 2  | 0    | 0        | 2        | 0        | 5              |
| 湘南     | 10       | 6    | 2  | 2    | 0        | 1        | 2        | 2              |
| 清水     | 3        | 1    | 2  | 0    | 0        | 1        | 0        | 0              |
| 名古屋   | 3        | 1    | 1  | 1    | 0        | 0        | 0        | 1              |
| G大阪    | 5        | 2    | 3  | 0    | 0        | 0        | 1        | 1              |
| C大阪    | 8        | 4    | 3  | 1    | 0        | 0        | 1        | 4              |
| 神戸     | 3        | 2    | 1  | 0    | 0        | 0        | 0        | 1              |
| 広島     | 5        | 3    | 2  | 0    | 0        | 1        | 1        | 3              |
| 徳島     | 4        | 2    | 1  | 1    | 0        | 0        | 0        | 2              |
| 福岡     | 6        | 3    | 1  | 2    | 0        | 0        | 1        | 4              |
| 鳥栖     | 7        | 3    | 3  | 1    | 0        | 1        | 1        | 5              |
| 大分     | 3        | 1    | 1  | 1    | 0        | 0        | 0        | 0              |

最終更新：2021年9月23日
| 順位 | 審判     | 回数 |
| ---- | -------- | ---- |
| 1    | 笠原寛貴 | 11   |
| 2    | 西村雄一 | 8    |
| 2    | 荒木友輔 | 8    |
| 3    | 家本政明 | 5    |
| 3    | 今村義朗 | 5    |

| 順位 | 審判     | 回数 |
| ---- | -------- | ---- |
| 1    | 中村太   | 8    |
| 2    | 飯田淳平 | 7    |
| 3    | 山本雄大 | 5    |
| 3    | 松尾一   | 5    |

| 順位 | 4要件    | 回数 |
| ---- | -------- | ---- |
| 1    | 得点     | 35   |
| 2    | PK       | 20   |
| 3    | 退場     | 10   |
| 4    | 人間違い | 0    |

| 順位 | レビュー         | 回数 |
| ---- | ---------------- | ---- |
| 1    | OFR              | 43   |
| 2    | オンリーレビュー | 22   |

| 順位 | 介入結果                  | 回数 |
| ---- | ------------------------- | ---- |
| 1    | ゴール→ノーゴール         | 25   |
| 2    | ノーファウル→PK           | 6    |
| 2    | オフサイド→ゴール         | 6    |
| 3    | ノーファウル→ノーファウル | 5    |